# Периферическая нервная система

Нервная система человека. Синим выделена периферическая, а жёлтым — центральная нервная система

Перифери́ческая не́рвная систе́ма  — условно выделяемая часть нервной системы, находящаяся за пределами головного и спинного мозга. Она состоит из черепных и спинальных нервов, а также нервов и сплетений вегетативной (автономной) нервной системы, соединяя центральную нервную систему с органами тела.
В отличие от центральной нервной системы, периферическая нервная система не защищена костями или гематоэнцефалическим барьером, и может быть подвержена механическим повреждениям, также легче поддаётся действию токсинов.

## Классификация
Функционально периферическая нервная система делится таким образом:
- Соматическая нервная система
  - Сенсорная нервная система[3]
- Вегетативная нервная система
  - Симпатическая нервная система
  - Парасимпатическая нервная система
  - Метасимпатическая нервная система[4]
    - Везикулометасимпатическая нервная система
    - Кардиометасимпатическая нервная система
    - Уретрометасимпатическая нервная система
    - Энтеральная нервная система

### Функции
Периферическая нервная система функционально и структурно разделяется на соматическую нервную систему и вегетативную нервную систему. Соматическая нервная система отвечает за координацию движений тела, а также за получение внешних стимулов. Это – система, регулирующая сознательно контролируемую деятельность. Вегетативная нервная система, в свою очередь, делится на симпатическую нервную систему, парасимпатическую нервную систему и метасимпатическую нервную систему. Симпатическая нервная система отвечает за реагирование на надвигающуюся опасность или стресс и вместе с другими физиологическими изменениями отвечает за увеличение частоты пульса и кровяного давления, а также при появлении чувства волнения способствует повышению уровня адреналина. Парасимпатическая нервная система, напротив, становится заметной, когда человек отдыхает и чувствует себя расслабленно, она отвечает за такие вещи, как сужение зрачков, замедление сердцебиения, расширение кровеносных сосудов и стимуляцию работы пищеварительной и мочеполовой систем. Метасимпатическая нервная система имеет свои собственные моторные нейроны, благодаря которым выполняет автономные функции у органов с гладкомышечной мускулатурой.

## Анатомия

### Черепные нервы
Десять из двенадцати черепных нервов идут из мозгового ствола и за некоторыми исключениями в основном управляют функциями анатомических структур головы. Ядра черепных нервов I и II лежат в переднем мозге и в таламусе соответственно, поэтому их нельзя считать по-настоящему черепными нервами. Десятый нерв висцерально получает сенсорную информацию от груди и живота, а 11-й нерв отвечает за иннервацию кивательной и трапециевидной мышц, ни одна из которых не находится полностью в голове.

### Спинные нервы
Спинные нервы берут начало в спинном мозге и управляют функциями остальных частей тела. У людей 31 пара спинномозговых нервов: 8 шейных, 12 грудных и 5 поясничных, 5 крестцовых и 1 копчиковый. В шейном отделе спинномозговые нервы берут начало выше соответствующего позвонка (то есть нерв, начинающийся между черепом и первым шейным позвонком, зовётся первым спинным нервом). От грудной области до копчиковой нервы начинаются ниже соответствующих позвонков. Этот способ создаёт проблемы при назывании спинного нерва, берущего начало между седьмым верхним и первым нижним (так называемый восьмой спинной нерв). В поясничной и крестцовой областях корневые концы нервов находятся в пределах дюрального мешка.

### Спинные нервы шейного отдела
Первые четыре спинномозговых нерва шейного отдела разветвляются и воссоединяются таким образом, чтобы образовывались различные нервы для обслуживания шеи и затылка.
Первый спинной нерв (подзатылочный нерв) служит для двигательной иннервации мышц у основания черепа. Второй и третий нервы формируют множество нервов шеи, обеспечивая как сенсорный, так и двигательный контроль. Сюда входит большой затылочный нерв, обеспечивающий чувствительность затылочной части головы, малый затылочный нерв, обеспечивающий чувствительность в области за ушами, большой слуховой нерв и малый слуховой нерв. Диафрагмальный нерв начинается от второго, третьего и пятого спинных нервов. Он иннервирует диафрагму, позволяя дышать. Если спинной мозг перебит выше третьего спинного нерва, то самопроизвольное дыхание становится невозможным.

### Плечевое нервное сплетение
Последние четыре шейных спинномозговых нерва, с пятого по восьмой, и первый спинной нерв грудинной области, Т1, скомбинированы для образования плечевого нервного сплетения, или плечевого узла, обширного нервного узла с разветвляющимися, воссоединяющимися и переплетающимися нервами, обслуживающими руку и верхнюю часть спины. Хотя плечевое сплетение кажется запутанным, на самом деле оно имеет высоко организованную структуру с небольшими различиями у разных людей.

## Нейромедиаторы
Главными нейромедиаторами периферической нервной системы являются ацетилхолин и норадреналин. Также в ПНС имеются и другие нейромедиаторы (гистамин, гамма-аминомасляная кислота, дофамин, оксид азота и др.) а также медиаторные нейропептиды: нейропептид Y, вазоактивный интестинальный пептид, гонадолиберин, вещество Р и галцитонин-генносвязанный пептид.

## Заболевания
I. По топографо-анатомическому принципу различают:
· радикулиты (воспаление корешков);
· фуникулиты (воспаление канатиков);
· плекситы (воспаление сплетений);
· мононевриты (воспаление периферических нервов);
· полиневриты (множественное воспаление периферических нервов);
· мультиневриты или множественные мононевриты,при которых поражаются несколько периферических нервов, часто асимметрично.
II. По этиологии заболевания периферической нервной системы разделяются на:
1. Инфекционные:
  1. вирусные (полиневрит Гийена-Барре, при вирусных заболеваниях, гриппе, инфекционном мононуклеозе и др.);
  2. микробные (при ангине, скарлатине, бруцеллезе, сифилисе, лептоспирозе и др.).
2. Инфекционно-аллергические (при детских экзантемных инфекциях: корь, краснуха и др.)
3. Токсические
  1. при хронических интоксикациях (алкоголизм, свинец и др.);
  2. при токсикоинфекциях (ботулизм, дифтерия);
  3. бластоматозный (при раке лёгких, желудка и др.).
4. Аллергические (вакцинальные, сывороточные и др.).
5. Дисметаболические: при дефиците витаминов, при эндокринных заболеваниях (сахарный диабет) и др.
6. Дисциркуляторные: при узелковом периартериите, ревматических и других васкулитах.
7. Идиопатические и наследственные (невральная амиотрофия Шарко-Мари и др.).
8. Травматические поражения периферической нервной системы.
9. Компрессионно-ишемические поражения отдельных периферических нервов (синдром запястного канала, синдром тарзального канала и др.).
10. Вертеброгенные поражения.[6]

## Терапия
В настоящее время для лечения протяженных повреждений периферических нервов применяют аутографты нервов. При этом появляются патологические нарушения в донорской зоне, и результаты хирургического лечения далеко не всегда удовлетворительны. Альтернативой является использование нервных тканеинженерных кондуитов для направленной регенерации аксонов.